# Ormia nuttingi
Ormia nuttingi là một loài ruồi trong họ Tachinidae.